# Ирафский район
Ира́фский райо́н (осет. Ирæфи район) — административно-территориальная единица и муниципальное образование (муниципальный район) в составе Республики Северная Осетия — Алания Российской Федерации.
Административный центр — село Чикола.

## География
Ирафский район расположен в юго-западной части республики. На юге граничит с Грузией, на западе и севере с Кабардино-Балкарской республикой, на востоке — с Дигорским и Алагирским районами. Бо́льшую часть района занимают горы. Наиболее крупными реками в Ирафском районе являются реки Урух, Хазнидон и Лескен. Общая площадь территории составляет — 1376,18 км².
Название района происходит от осетинского названия реки Урух — Ираф (осет. Ирæф/Æрæф), являющейся главной водной артерией в районе.

## История
С включением Осетии в состав Российской империи, царская администрация пыталась проводить политику раздельного расселения осетин-мусульман и осетин-христиан. Так, в 1852 году комиссия во главе с князём М. С. Воронцовым насильно выселила осетин-мусульман из аулов Стур-Дигора, Ахсау, Махческ, Галиат, Фаснал и Дур-Дур, переселив их в менее удобное место, где они в том же году основали село Магометановское (ныне Чикола).

## Население
| 1939    | 1959    | 1970    | 1979    | 1989    | 2002    | 2010    | 2011    | 2012    |
| ------- | ------- | ------- | ------- | ------- | ------- | ------- | ------- | ------- |
| 20 674  | ↗23 679 | ↘20 643 | ↘17 448 | ↘15 711 | ↘15 708 | ↗15 766 | ↗15 772 | ↘15 656 |
| 2013    | 2014    | 2015    | 2016    | 2017    | 2018    | 2019    | 2020    | 2021    |
| ↘15 529 | ↘15 285 | ↗15 311 | ↗15 314 | ↘15 221 | ↘15 160 | ↘15 107 | ↘15 007 | ↗15 810 |
| 2023    | 2024    | 2025    |         |         |         |         |         |         |
| ↘15 607 | ↘15 554 | ↗15 561 |         |         |         |         |         |         |

### Национальный состав
По данным Всероссийской переписи населения 2010 года:
| № | Национальность   | Численность, чел. | Доля   |
| - | ---------------- | ----------------- | ------ |
| 1 | осетины          | 15 593            | 97,5 % |
| 2 | русские          | 90                | 1,4 %  |
| 3 | турки-месхетинцы | 20                | 0,2 %  |
| 4 | другие           | 43                | 1,1 %  |

Бо́льшую часть населения составляют осетины, говорящие на дигорском диалекте осетинского языка (дигорцы).
По итогам переписи населения 2020 года проживали следующие национальности (национальности менее 1 % и другое, см. в сноске к строке «Другие»):
| Национальность | Численность, чел. | Доля     |
| -------------- | ----------------- | -------- |
| Осетины        | 15 258            | 96,51 %  |
| Русские        | 228               | 1,44 %   |
| Другие         | 324               | 2,05 %   |
| Итого          | 15 810            | 100,00 % |

## Муниципально-территориальное устройство
В Ирафском районе 36 населённых пунктов в составе 14 сельских поселений:
| №  | Сельские поселения                | Административный центр | Количество населённых пунктов | Население | Площадь, км2 |
| -- | --------------------------------- | ---------------------- | ----------------------------- | --------- | ------------ |
| 1  | Ахсарисарское сельское поселение  | село Ахсарисар         | 2                             | ↗322      | 2,51         |
| 2  | Галиатское сельское поселение     | село Камунта           | 3                             | ↘183      | 15,22        |
| 3  | Гуларское сельское поселение      | село Дзинага           | 3                             | ↘402      | 19,95        |
| 4  | Задалеское сельское поселение     | село Мацута            | 8                             | ↘137      | 9,45         |
| 5  | Лескенское сельское поселение     | село Лескен            | 1                             | ↗1891     | 13,59        |
| 6  | Махческое сельское поселение      | село Махческ           | 7                             | ↗421      | 13,96        |
| 7  | Новоурухское сельское поселение   | село Новый Урух        | 2                             | ↗548      | 11,97        |
| 8  | Советское сельское поселение      | село Советское         | 1                             | ↘541      | 1,32         |
| 9  | Среднеурухское сельское поселение | село Средний Урух      | 1                             | ↗465      | 3,22         |
| 10 | Стур-Дигорское сельское поселение | село Стур-Дигора       | 4                             | ↗312      | 18,22        |
| 11 | Сурх-Дигорское сельское поселение | село Сурх-Дигора       | 1                             | ↘1786     | 10,34        |
| 12 | Толдзгунское сельское поселение   | село Толдзгун          | 1                             | ↘376      | 2,92         |
| 13 | Хазнидонское сельское поселение   | село Хазнидон          | 1                             | ↗880      | 6,65         |
| 14 | Чиколинское сельское поселение    | село Чикола            | 1                             | ↗7297     | 16,30        |

| №  | Населённый пункт | Тип  | Население | Муниципальное образование         |
| -- | ---------------- | ---- | --------- | --------------------------------- |
| 1  | Ахсарисар        | село | ↘323      | Ахсарисарское сельское поселение  |
| 2  | Ахсау            | село | ↗126      | Гуларское сельское поселение      |
| 3  | Вакац            | село | ↗103      | Махческое сельское поселение      |
| 4  | Верхний Задалеск | село | ↘4        | Задалеское сельское поселение     |
| 5  | Верхний Нар      | село | ↘3        | Задалеское сельское поселение     |
| 6  | Галиат           | село | ↗50       | Галиатское сельское поселение     |
| 7  | Дзагепбарз       | село | ↘120      | Новоурухское сельское поселение   |
| 8  | Дзинага          | село | ↗282      | Гуларское сельское поселение      |
| 9  | Донифарс         | село | ↘4        | Задалеское сельское поселение     |
| 10 | Дунта            | село | ↗99       | Галиатское сельское поселение     |
| 11 | Казахта          | село | →0        | Махческое сельское поселение      |
| 12 | Калнахта         | село | →22       | Махческое сельское поселение      |
| 13 | Калух            | село | ↘13       | Ахсарисарское сельское поселение  |
| 14 | Камата           | село | ↗45       | Махческое сельское поселение      |
| 15 | Камунта          | село | ↗45       | Галиатское сельское поселение     |
| 16 | Куссу            | село | ↗86       | Стур-Дигорское сельское поселение |
| 17 | Лезгор           | село | ↘2        | Задалеское сельское поселение     |
| 18 | Лескен           | село | ↗1891     | Лескенское сельское поселение     |
| 19 | Махческ          | село | ↗135      | Махческое сельское поселение      |
| 20 | Мацута           | село | ↗53       | Задалеское сельское поселение     |
| 21 | Моска            | село | ↘25       | Стур-Дигорское сельское поселение |
| 22 | Нижний Задалеск  | село | ↗59       | Задалеское сельское поселение     |
| 23 | Нижний Нар       | село | ↘17       | Задалеское сельское поселение     |
| 24 | Новый Урух       | село | ↘439      | Новоурухское сельское поселение   |
| 25 | Ногкау           | село | ↗5        | Гуларское сельское поселение      |
| 26 | Одола            | село | ↘26       | Стур-Дигорское сельское поселение |
| 27 | Советское        | село | ↘541      | Советское сельское поселение      |
| 28 | Средний Урух     | село | ↗465      | Среднеурухское сельское поселение |
| 29 | Стур-Дигора      | село | ↘173      | Стур-Дигорское сельское поселение |
| 30 | Сурх-Дигора      | село | ↘1786     | Сурх-Дигорское сельское поселение |
| 31 | Толдзгун         | село | ↘376      | Толдзгунское сельское поселение   |
| 32 | Фараскатта       | село | ↗25       | Махческое сельское поселение      |
| 33 | Фаснал           | село | ↗88       | Махческое сельское поселение      |
| 34 | Хазнидон         | село | ↗880      | Хазнидонское сельское поселение   |
| 35 | Ханаз            | село | →0        | Задалеское сельское поселение     |
| 36 | Чикола           | село | ↗7297     | Чиколинское сельское поселение    |

## Экономика
На территории района находятся 5 колхозов и 4 совхоза, 4 промышленных предприятия, комбинат бытового обслуживания, предприятия жилищно-коммунального хозяйства, центральная районная больница, 14 средних школ, дорожно-строительное управление и другие учреждения.
Промышленность
C 2009 года на реке Сонгутидон у села Фаснал действует Фаснальская ГЭС мощностью 6,4 МВт, дающая району около 24 млн кВт·ч электроэнергии в год.
Сельское хозяйство
Ирафский район преимущественно сельскохозяйственный. Основная площадь земельных угодий района в административных границах составляет 137 618 га, из них: пашни — 10 970 га, сенокосов — 6 347 га, пастбищ — 35 691 га, ледников — 4 558 га, прочих земель — 43 255 га.

### Транспорт
Протяжённость автомобильных дорог района — 328 км. Железнодорожная сеть в районе отсутствуют.

### Туризм

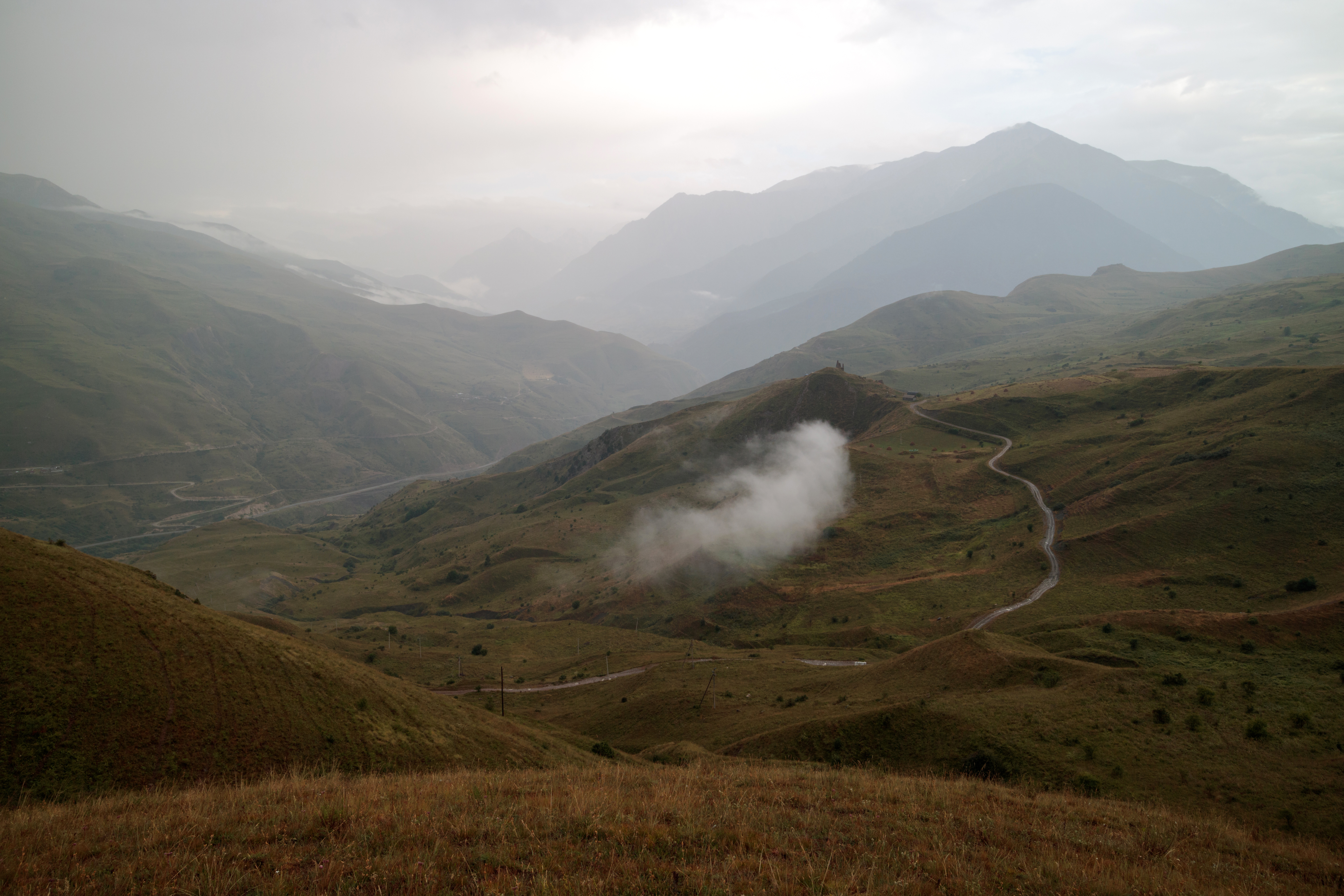
Вид на горы национального парка «Алания»

Ирафский район очень интересен в туристическом плане. На территории района сосредоточено огромное количество исторических, культурных и природных памятников и достопримечательностей, а также старых горских селений со своей неповторимой историей. Одной из туристических особенностей района является наличие в нём Особо охраняемой природной территории — ФГБУ «Национальный парк „Алания“». По территории парка проходят большое количество альпинистских, туристических и экологических троп. Большое количество форм отдыха: пешие и конные прогулки, возможность катания на горных лыжах и знакомство с осетинской историей и культурой в экологически чистом районе делают из Дигории туристическую Мекку. На территории района действуют несколько туристических баз — «Дзинага», «Ростсельмаш», «Порог неба», «Орлиное гнездо», «Тана парк», «Таймази» и Визит-центре ФГБУ Национальный парк «Алания» расположенном в селении Камата — «Хонх». Однако при посещении района туристы должны учитывать режимность некоторых районов и заблаговременно оформлять пограничные пропуска и пропуска на особо охраняемые территории в соответствующих органах.
В летний период на территории парка функционируют 4 детских лагеря: «Дзинага», «Ростсельмаш», «Балц» и «Комы-Арт».
Из популярных достопримечательностей можно выделить 22 природных памятника располагающихся на территории национального парка (Ледник Караугом — второй по размеру на Кавказе, высокогорное болото Чефандзар, минеральные источники и т. д.), большое количество водопадов (Галдоридон, Три сестры (Таймазинские водопады), Байради, Галауз и т. д.), башенные и склеповые комплексы в селениях Ханаз, Галиат, Махческ, Фаснал и т. д., высокогорные озёра Хуппара, Гуларские, Донисар и т. д., древних святилищ Дигории Изад, Авд Дзуар, Реком (с. Стур — Дигора) и многие другие.

## Культура
- Музей Задалески Нана (в Дигорском ущелье, вблизи селения Задалеск).
- Народный театр — в селе Чикола.
- На 2021 год в районе функционируют 15 библиотек, из которых: 1 районная-центральная библиотека, районная детская библиотека, остальные — общие сельские библиотеки. Весь объём во всём районе книжный фонд составляет 90 000 книг.
- Ирафская районная школа Искусств «имени Гусейна Дзадзаева» — в селе Чикола.

## Особо охраняемые природные территории
- ФГБУ «Национальный парк „Алания“»[22] — Национальный парк «Ала́ния» образован постановлением правительства РФ в 18 февраля 1998 года «в целях сохранения уникальных природных комплексов в юго-западной части Республики Северная Осетия-Алания, использования их в природоохранных, просветительских, научных и культурных целях, создания условий для развития организованного туризма в этой зоне». Площадь парка 55 410 га.[23]

## Религия
Ислам
- Мечеть — с. Чикола,
- Мечеть — c. Лескен,
- Мечеть — с. Хазнидон,
- Мечеть — с. Кумбулта.

Православие
- Церковь святого Георгия Победоносца — с. Новый Урух,
- Церковь святого-Успения Богородицы — с. Мацута,
- Часовня в честь иконы Божией Матери «Взыскание погибших»,
- Часовня Рождества Богородицы — с. Задалеск.